# Progl József
Progl József (Budafok, 1895. szeptember 20. – Budapest, 1966. december 3.) Kossuth-díjas munkás, munkahelyi vezető.

## Tanulmányai
Az elemi iskolát Budafokon végezte, majd ugyanott három tanoncév után 1913-ban géplakatosként felszabadult. Ettől kezdve autodidakta módon képezte magát.

## Munkahelyei
48 évig dolgozott egy munkahelyen: 1913 februárjában kezdett dolgozni a Röck István Gépgyár Rt.-ben, mely 1949-ben az Április 4. Gépgyár nevet vette fel, és innen ment nyugdíjba 1961. május 17-én.

## Munkakörei
- 1913. géplakatos
- 1916. önálló szerelő
- 1918. előrajzoló
- 1924. főszerelő
- 1937. művezető
- 1947. műszaki főfelügyelő
- 1950. osztályvezető
- 1952. főosztályvezető, majd gyáregységvezető

## Kitüntetései
- 1951. március 28. Magyar Népköztársasági érdemérem ezüst fokozat
- 1952. március 15. Kossuth-díj ezüst fokozat (a szocialista építőmunka kohó- és gépipar terén kifejtett munkájának elismeréseképpen Progl József részére Kossuth-díjat az ezüstjelvénnyel adományozta)
- 1957. december 11. Munka Érdemérem